# Stynka smukła
Stynka smukła (Allosmerus elongatus) – gatunek morskiej, ławicowej ryby z rodziny stynkowatych (Osmeridae), jedyny przedstawiciel rodzaju Allosmerus. Występuje w przybrzeżnych wodach północno-wschodniego Oceanu Spokojnego. Osiąga do 23 cm długości. Stanowi pokarm wielu większych gatunków ryb.